# Volkwin Marg
Volkwin Marg (* 15. Oktober 1936 in Königsberg, Ostpreußen) ist ein deutscher Architekt. Er gehört „zu den bedeutendsten Architekten der Gegenwart“ und hat es „als Architekt von Stadien zu weltweitem Ruhm gebracht.“

## Leben

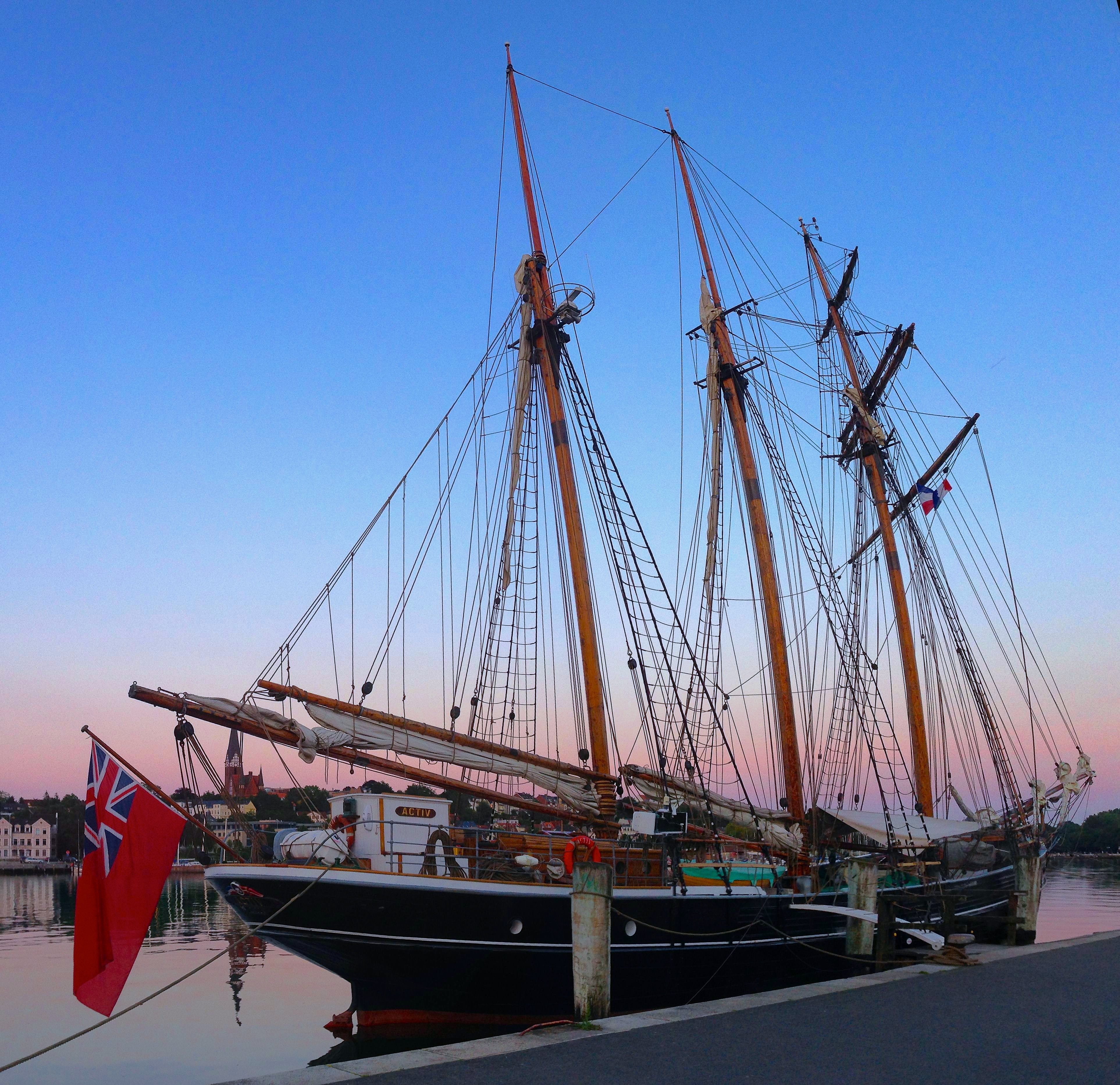
Margs Schiff Activ

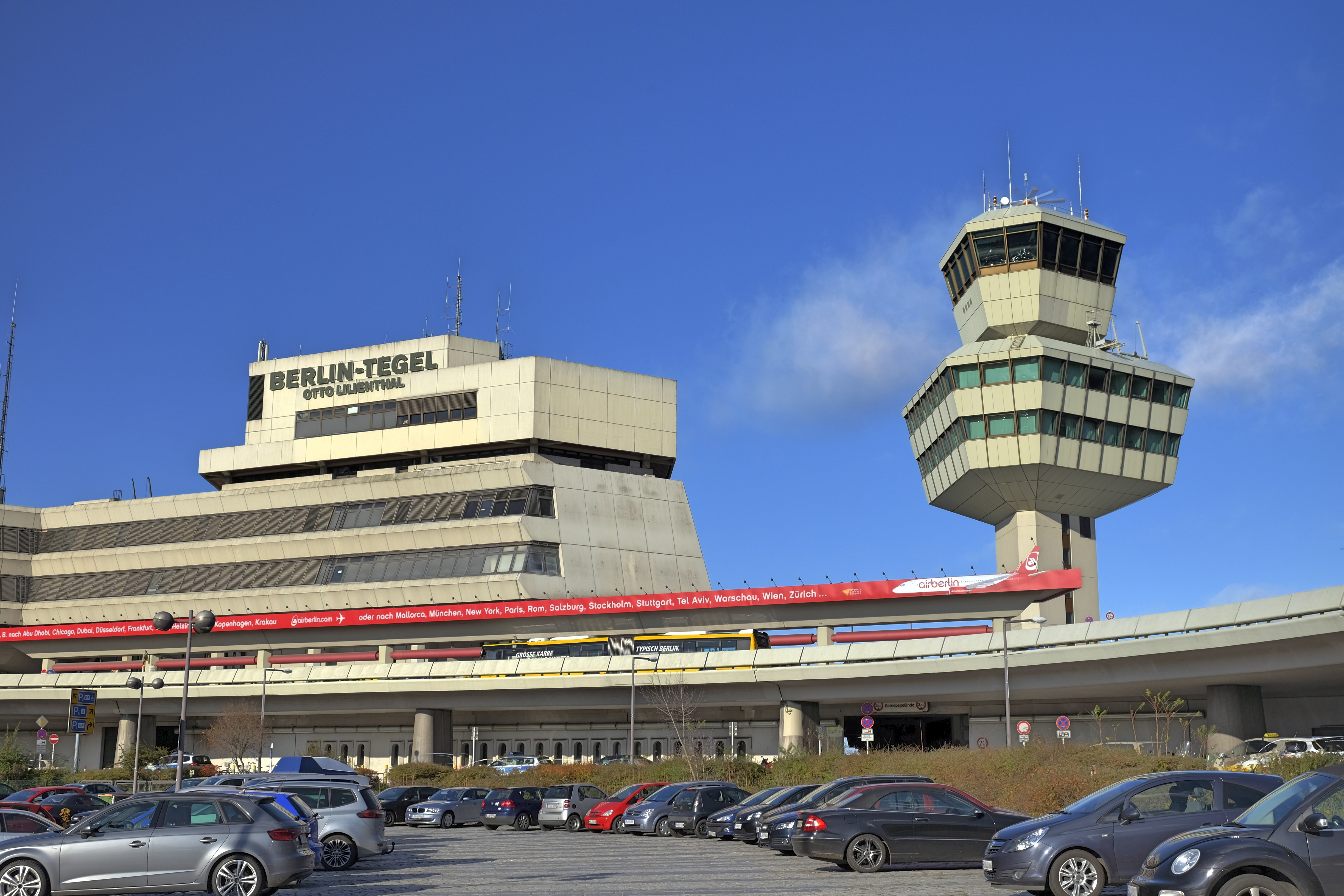
Flughafen Berlin-Tegel

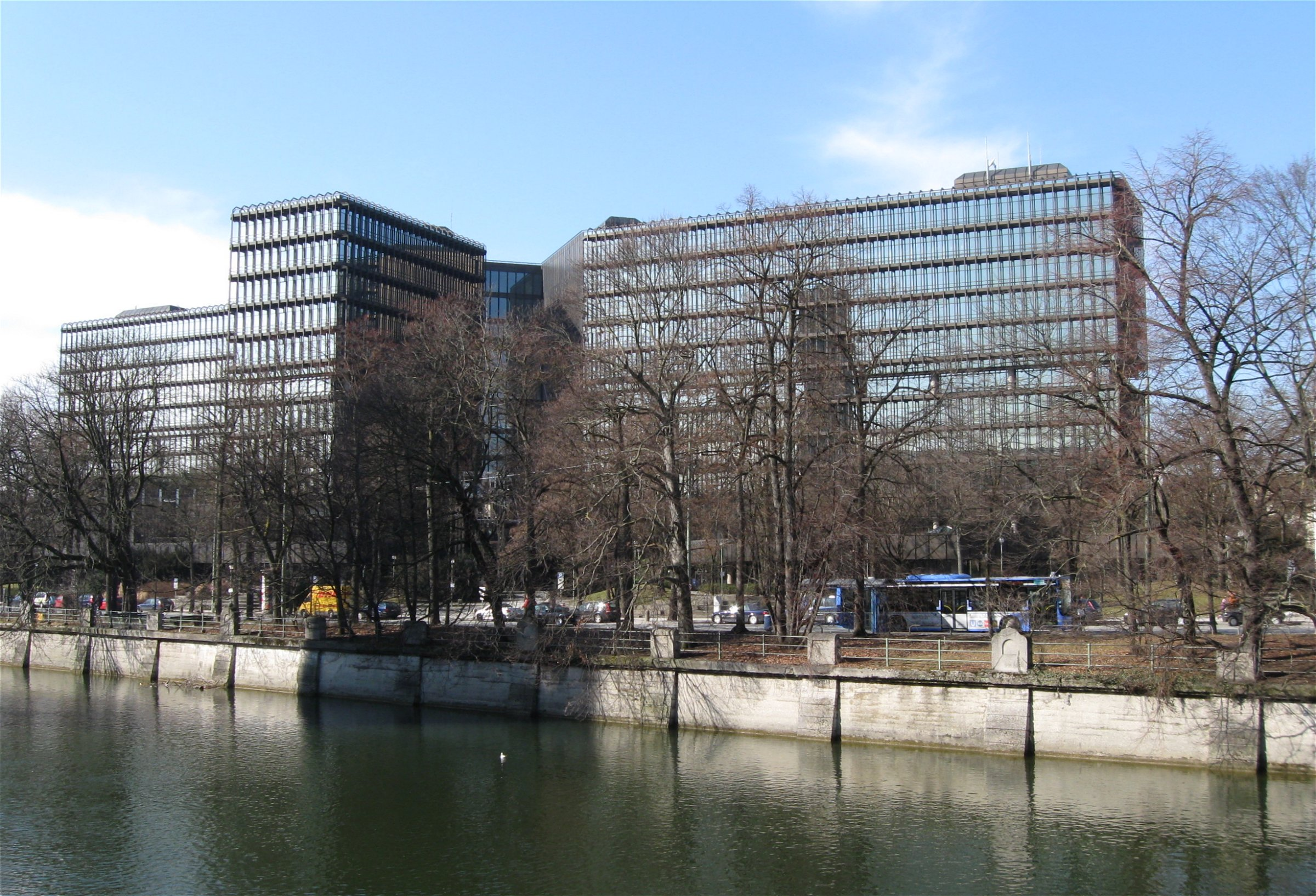
Europäisches Patentamt in München

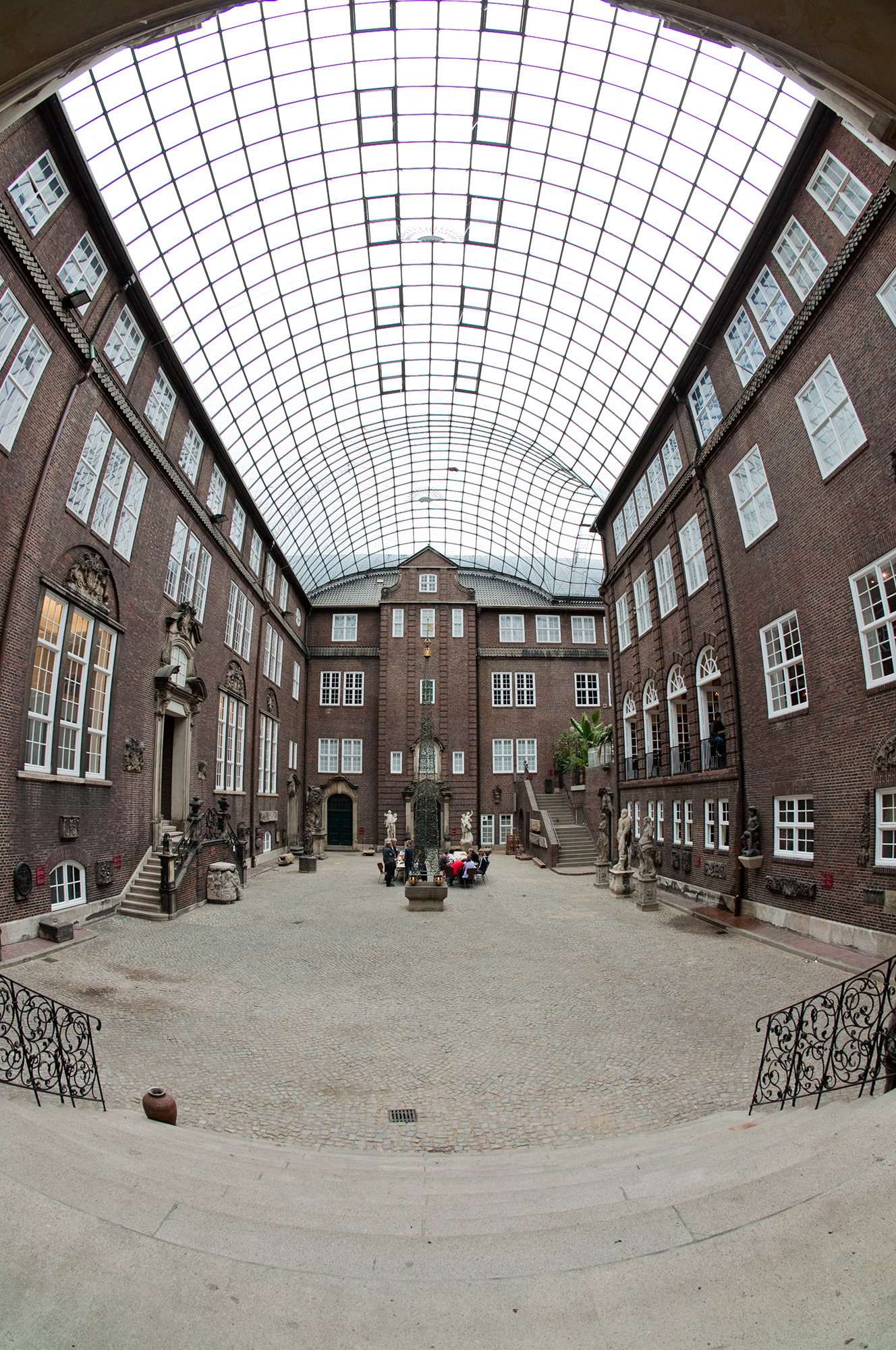
Überdachung des Innenhofes des Museums für Hamburgische Geschichte

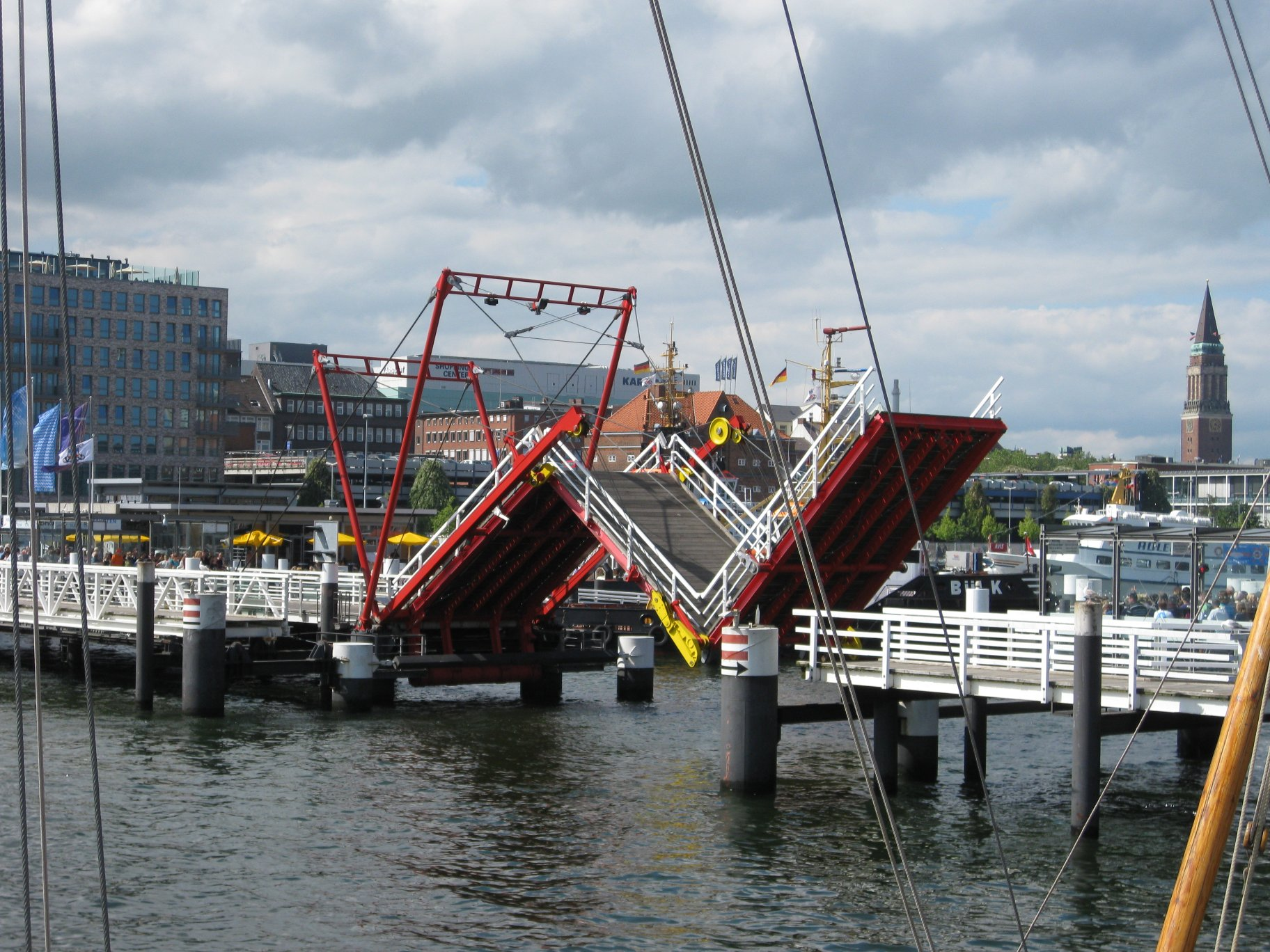
Hörnbrücke in Kiel

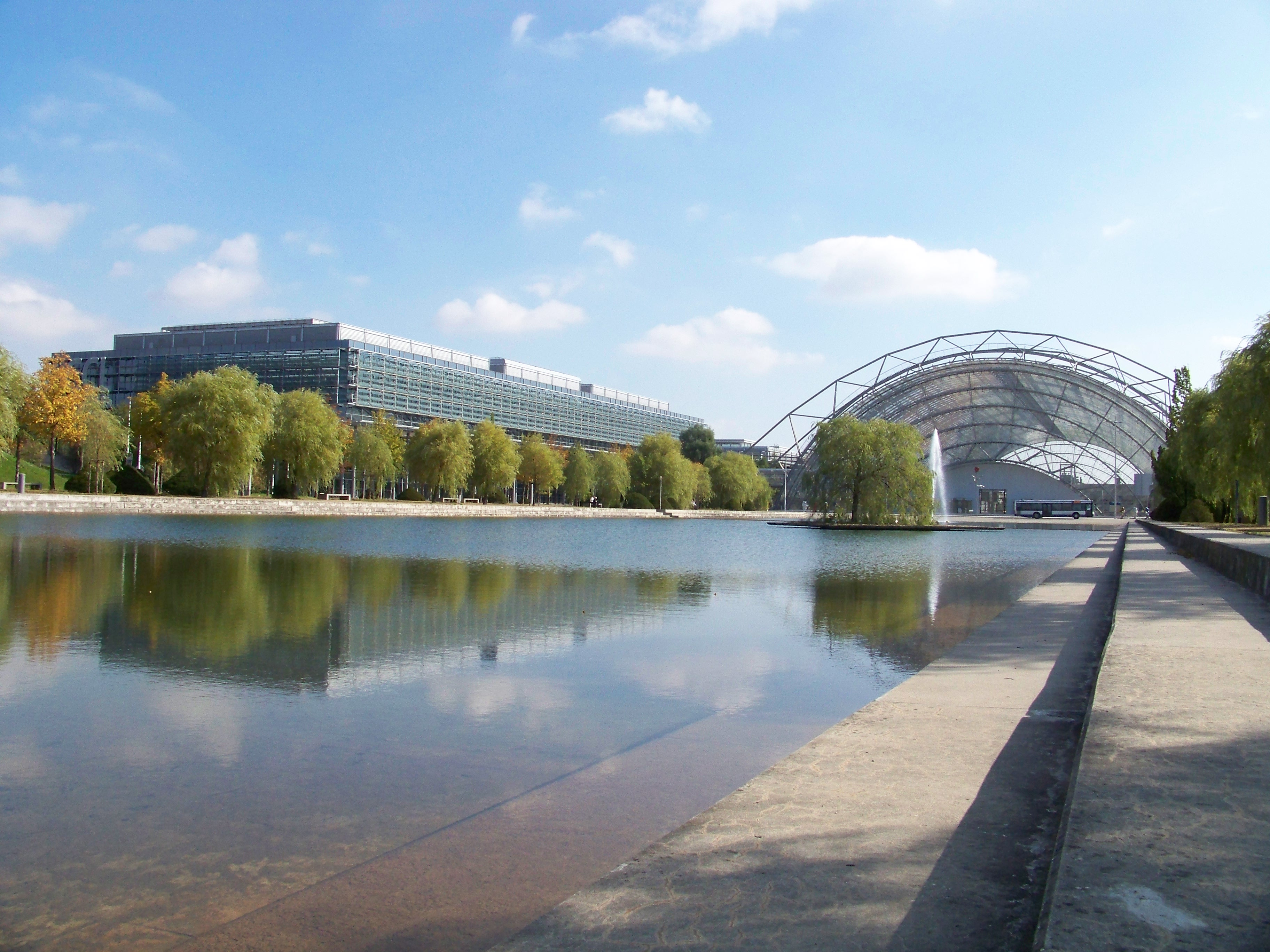
Neue Messe Leipzig

Umbau, Sanierung und Überdachung Olympiastadion Berlin

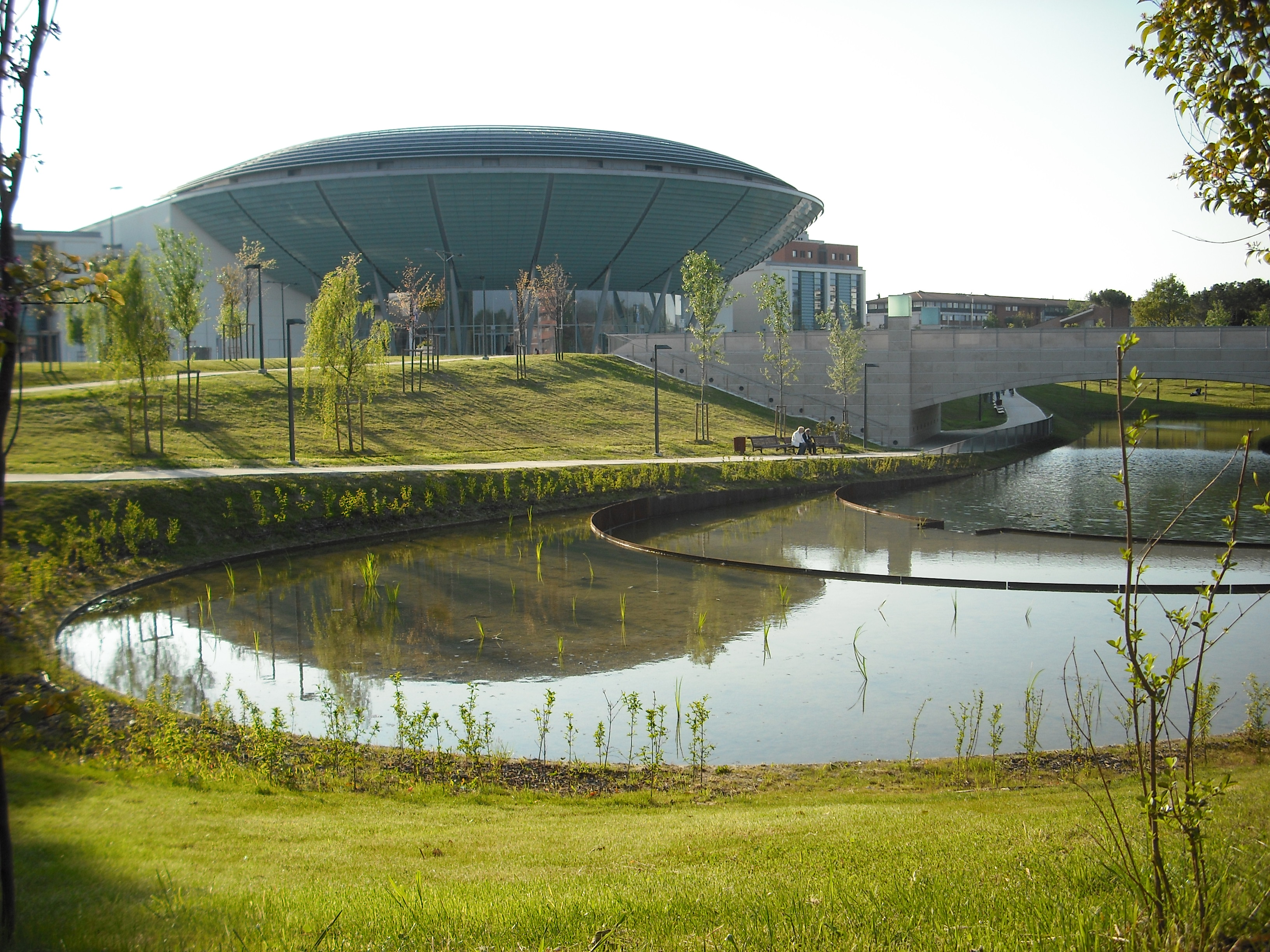
Palacongressi in Rimini

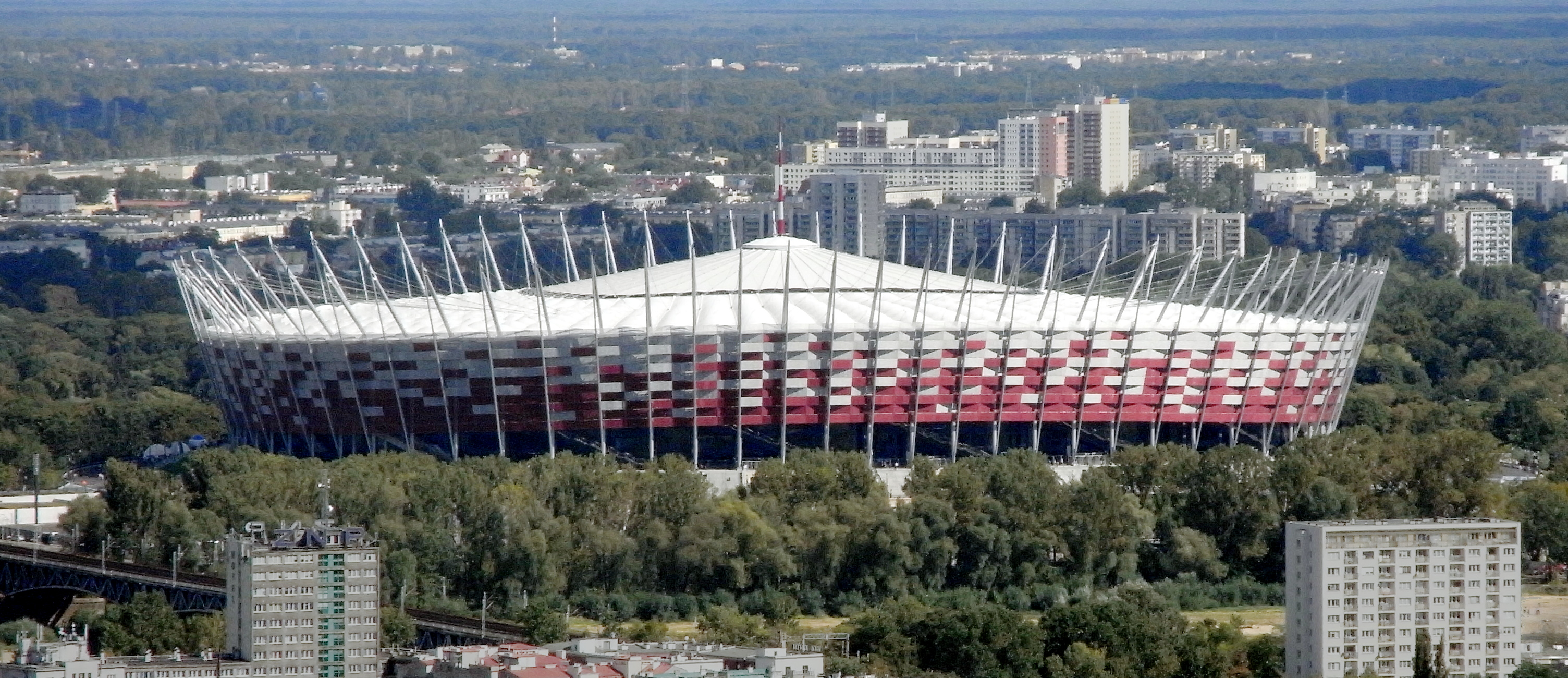
Nationalstadion Warschau

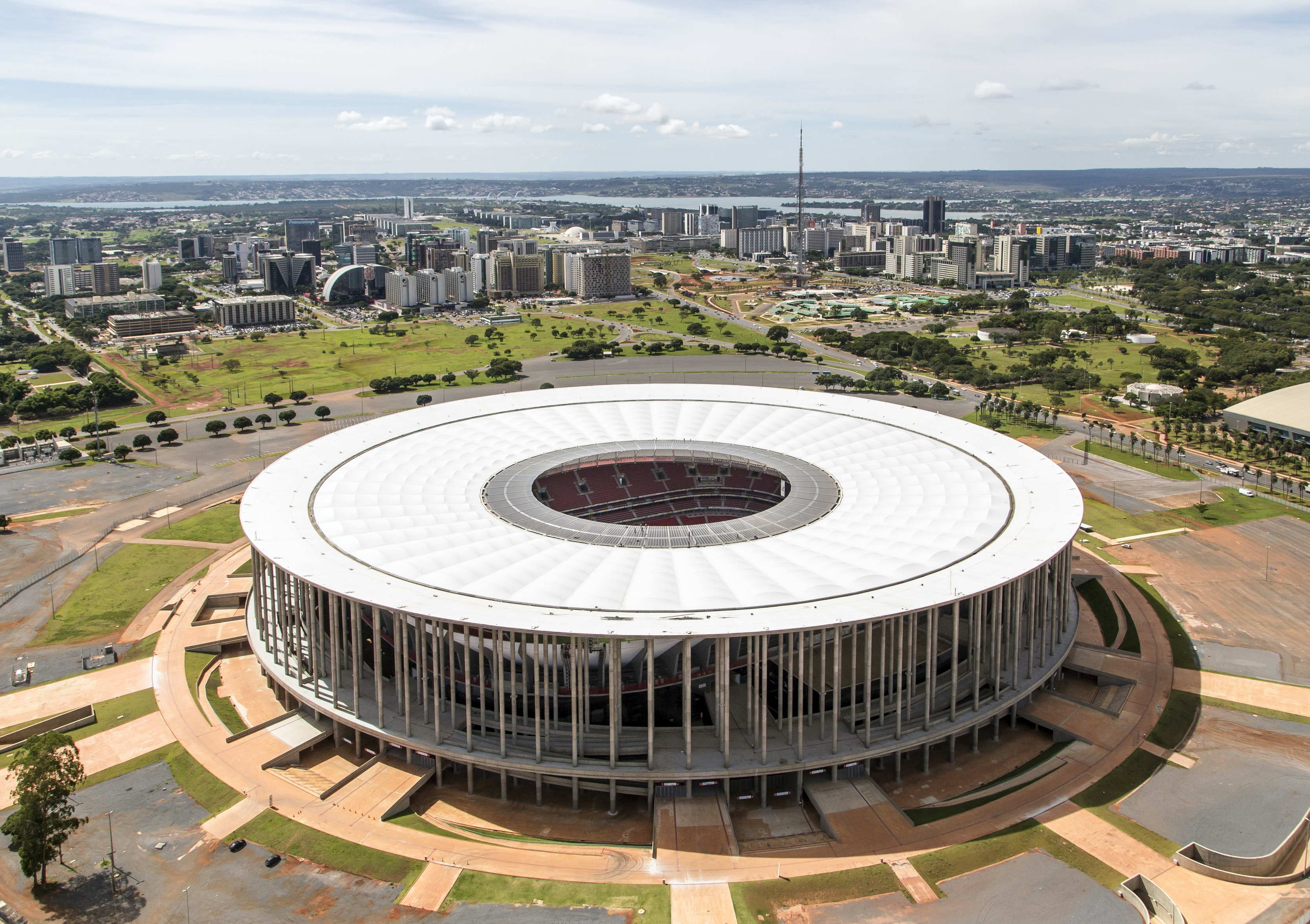
Dach und Stützenfassade des Estádio Nacional de Brasília Mané Garrincha

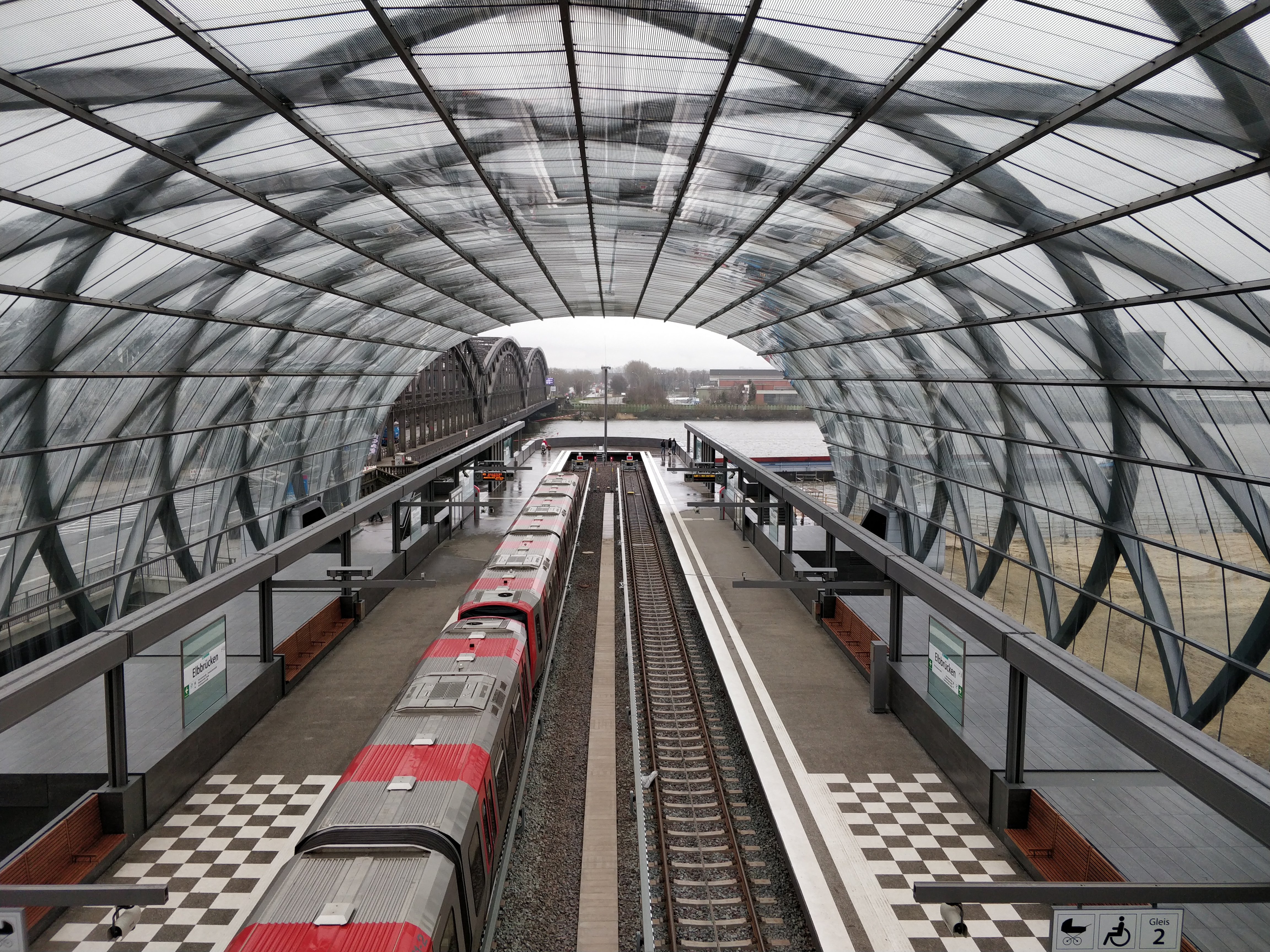
Bahnhof Hamburg-Elbbrücken

Volkwin Marg wuchs in Danzig auf, wo sein Vater Pfarrer an der Marienkirche war, und musste zum Ende des Zweiten Weltkriegs mit seinen Eltern nach Thüringen fliehen. Von 1949 bis 1957 lebte er im mecklenburgischen Grabow und floh 1957 nach West-Berlin. Von 1958 bis 1964 studierte er Architektur an der TU Berlin und an der TU Braunschweig sowie Stadtplanung an der TU Delft. In Braunschweig bestand Marg 1965 sein Examen und gründete im selben Jahr mit Meinhard von Gerkan das Architekturbüro Gerkan, Marg und Partner (gmp) in Hamburg. Privat kaufte der passionierte Segler ein baufälliges Haus in Oevelgönne sowie das 42 Meter lange Segelschiff Activ, das später das erste Schiff in der Bierwerbung der Brauerei Beck’s  sowie die Charming Molly in der ZDF-Weihnachtsserie Jack Holborn war.  Heute lebt Marg in Othmarschen. Er hat drei Kinder.
Im Jahr 1972 wurde Marg an die Freie Akademie der Künste in Hamburg und 1974 an die Deutsche Akademie für Städtebau und Landesplanung berufen. Von 1975 bis 1983 war er erst Vizepräsident, ab 1979 Präsident des Bundes deutscher Architekten (BDA). Im Jahr 1986 erhielt er einen Ruf an die RWTH Aachen auf den Lehrstuhl für Stadtbereichsplanung und Werklehre als Nachfolger von Gottfried Böhm. Seit 2007 ist Marg Prinzipal der Academy for Architectural Culture (aac), die er gemeinsam mit den Partnern von gmp-Architekten im Rahmen der gmp-Stiftung gegründet hat. 2010 wurde er Mitglied der Akademie der Künste in Berlin. Von 2012 bis 2016 war Marg Mitglied im Beirat der Bundesstiftung Baukultur.
Marg engagierte sich vergeblich für den Erhalt der vier Scheibenhochhäuser des City-Hofs in Hamburg und setzt sich für eine Neugestaltung des Berliner Kulturforums ein, insbesondere den Standort für das Museum des 20. Jahrhunderts kritisierte er in diesem Zusammenhang öffentlich. Für Hamburg schuf Marg „mit der städtebaulichen Großtat des Grundkonzepts «Hafen-City» einen völlig neuen Stadtteil“, als dessen „architektonischer Vater“ er gilt. 1976 gründete er mit anderen Hamburger Traditionsschifffreunden mit dem Museumshafen Oevelgönne Deutschlands ersten Museumshafen.

## Preise, Auszeichnungen und Ehrungen
Marg gilt in Deutschland als „einer der einflussreichsten Architekten der Nachkriegszeit.“
1996 wurde Marg der Fritz-Schumacher-Preis der Alfred Töpfer Stiftung verliehen. 2004 bekam er die Plakette der Freien Akademie der Künste Hamburg, 2005 den Großen Preis des Bundes Deutscher Architekten und 2006 den Großen DAI Preis für Baukultur des Verbandes Deutscher Architekten- und Ingenieurvereine. Am 30. November 2009 wurde er mit dem Verdienstkreuz 1. Klasse der Bundesrepublik Deutschland ausgezeichnet. Am 27. April 2012 wurde ihm vom akademischen Senat der HafenCity Universität Hamburg der Ehrendoktor im Fachbereich Architektur verliehen. 2016 erhielt Marg zusammen mit Meinhard von Gerkan den „BDA Hamburg Baukultur Preis 2016“. Er gewann in über fünfzig Jahren zusammen mit seinen Büropartnern mehr als 400 erste Preise in nationalen und internationalen Architektur-Wettbewerben, zahlreiche Bauten wurden mit Auszeichnungen prämiert. Im September 2020 wurde er vom Senat der Freien und Hansestadt Hamburg mit der Bürgermeister-Stolten-Medaille ausgezeichnet.

## Bauten (Auswahl)
- 1974: Flughafen Berlin-Tegel
- 1976: Sportforum der Christian-Albrechts-Universität zu Kiel (seit 2008 unter Denkmalschutz)[22]
- 1980: Hanse-Viertel in Hamburg
- 1989: Überdachung des Innenhofes des Museums für Hamburgische Geschichte
- 1997: Hörnbrücke in Kiel
- 2002: Neue Messe Friedrichshafen
- 2004: Umbau, Sanierung und Überdachung Olympiastadion Berlin
- 2004: RheinEnergieStadion in Köln
- 2005: Umbau der Commerzbank-Arena in Frankfurt am Main
- 2006: Neue Messe Leipzig
- 2009: Kapstadt-Stadion
- 2009: Moses-Mabhida-Stadion in Durban
- 2012: Nationalstadion Warschau
- 2013: Sanierung Hans-Sachs-Haus in Gelsenkirchen
- 2019: Bahnhof Hamburg-Elbbrücken

## Veröffentlichungen

### Als Autor
- (Mit Anke Marg) Hamburg, Bauen seit 1900. Ein Führer zu 120 ausgewählten Bauten. Christians, Hamburg 1968. Erweitert: (Mit Gudrun Fleher) Architektur in Hamburg seit 1900. Ein Führer zu 192 bemerkenswerten Bauten. Sauter + Lackmann, Hamburg 1983.  Nochmals erweitert: (Mit Reiner Schröder) Architektur in Hamburg seit 1900. 251 bemerkenswerte Bauten. Junius, Hamburg 1993, ISBN 978-3-88506-206-6.
- Entwicklungsstudie Grasbrook-Baakenhafen. Studie zur Entwicklung des innerstädtischen Hafenrandes zwischen Grasbrook und Baakenhafen. Rheinisch-Westfälische Technische Hochschule Aachen, Fakultät für Architektur, Lehrstuhl für Stadtbereichsplanung. Auftraggeber: Gesellschaft für Hafen- und Standortentwicklung GHS, Hamburg. Aachen 1996 OCLC 245878215.
- Neue Messe Leipzig. New Trade Fair Leipzig. Von Gerkan, Marg und Partner 1992–1996. Birkhäuser, Basel u. a. 1997, ISBN 978-3-7643-5429-9.
- La nuova Fiera di Rimini. The new Rimini trade fair. Von Gerkan, Marg und Partners. Motta, Milano 2002, ISBN 88-7179-378-1 (italienisch, englisch).
- Konstruktion und Deutung. Structure and intention. Hrsg. v. Kristin Feireiss u. Hans-Jürgen Commerell. Aedes, Berlin 2006 ISBN 978-3-937093-66-6.
- Stadien und Arenen. Von Gerkan, Marg und Partner. Hatje Cantz, Ostfildern-Ruit 2006 ISBN 978-3-7757-1677-2.
- Architektur ist – natürlich nicht unpolitisch. Hrsg. von Ingeborg Flagge, Prestel, München u. a. 2009, ISBN 978-3-7913-4284-9.
- „Der Verstand so schnell, die Seele so langsam.“ Gespräche wegen Architektur. niggli, Salenstein 2016, ISBN 978-3-7212-0962-4.
- Activ. Geschichten einen Dreimastbramsegelschoners vom Stapellauf 1952 bis heute. 45 Länder, 420000 Seemeilen, 1500 Mitsegler, und es geht weiter…. Delius Klasing, Bielefeld 2016, ISBN 978-3-667-10836-4.

### Als Herausgeber
- Hallen 8 + 9. Expo halls 8 + 9. Von Gerkan, Marg und Partner. Deutsche Messe AG. Expo 2000 Hannover GmbH. Prestel, München u. a. 2000. ISBN 3-7913-2136-6.
- Olympiastadion Berlin. Sanierung und Modernisierung 2000–2004. DZA, Altenburg 2004, ISBN 978-3-936300-16-1.
- Stadien und Arenen. Stadia and arenas. Von Gerkan, Marg und Partner. Hatje Cantz, Ostfildern-Ruit 2006, ISBN 3-7757-1677-7.
- From Cape Town to Brasília. New stadiums by GMP. Prestel, München u. a. 2010, ISBN 978-3-7913-4439-3.
- (für die Akademie der Künste, Berlin) Gert Kähler: Choreographie der Massen. Im Sport. Im Stadion. Im Rausch. Jovis, Berlin 2012, ISBN 978-3-86859-164-4.
- Gert Kähler: Auf alten Fundamenten. Bauen im historischen Kontext – Architekten von Gerkan, Marg und Partner. Dölling und Galitz, München 2013, ISBN 978-3-86218-039-4.
- (mit Hubert Nienhoff) Staatliche Ballettschule Berlin. Jovis, Berlin 2016, ISBN 978-3-86859-332-7.
- Gert Kähler: Geheimprojekt HafenCity oder Wie erfindet man einen neuen Stadtteil? Dölling und Galitz, München / Hamburg 2016, ISBN 978-3-86218-092-9.
- (mit Nikolaus Goetze): Deutsches Hafenmuseum Hamburg. Designs for the National Port Museum. Academy for Architectural Culture, aac, Hamburg 2017 (pdf 4,7 MB).
- (mit Hubert Nienhoff) Neues Hans-Sachs-Haus in Gelsenkirchen. Jovis, Berlin 2018, ISBN 978-3-86859-353-2.

## Filme
- WIA - What is architecture?: gmp, Volkwin Marg: What is architecture? auf YouTube, 24. März 2017, abgerufen am 6. Juli 2025 (deutsch; Laufzeit: 13:10 min).
- Patriotisches Salongespräch. Volkwin Marg zu Gast bei Uwe Doll auf YouTube, 15. Mai 2017, abgerufen am 25. April 2020 (deutsch; Laufzeit: 1:28:21).
- TIDETVhamburg: Volkwin Marg über die Hamburger Stadtentwicklung: Ergriffene und verpasste Chancen auf YouTube, 7. April 2022, abgerufen am 6. Juli 2025 (deutsch; Laufzeit: 1:17:40).
- TXL – Berlin Tegel Airport. Kurz-Dokumentarfilm, Deutschland, 2023, 14:00 Min., Regie: Lukas Schmid u. Marek Iwicki, Kamera: Meinhard von Gerkan u. Marek Iwicki, Produktion: gmp Architects (Hamburg), Detlef Jessen-Klingenberg, Heidi Knaut, Sezen Dursun, Amran Salleh.